# دونكان أوتشيينغ
دونكان أوتشيينغ (بالإنجليزية: Duncan Ochieng)‏ هو لاعب كرة قدم كيني في مركز حراسة المرمى، ولد في 31 أغسطس 1978 في كينيا. شارك مع منتخب كينيا لكرة القدم. أما مع النوادي، فقد لعب مع سليبنر ونادي توسكر ونادي سوفاباكا ونادي سونغ لام نغي أن.

## وصلات خارجية
- دونكان أوتشيينغ على موقع قاعدة بيانات كرة القدم.إي يو (الإنجليزية)
- دونكان أوتشيينغ على موقع ناشيونال فوتبول تيمز (الإنجليزية)
- دونكان أوتشيينغ على موقع Soccerway.com (الإنجليزية)
- دونكان أوتشيينغ على موقع عالم كرة القدم.نت (الإنجليزية)